# Skwid
skwid（スクイッド Savonius keel ＆ wind turbine Darrieus）は三井海洋開発が開発した世界初の浮体式潮流・風力ハイブリッド発電システムである。2013年度グッドデザイン賞金賞を受賞している。

## 概要
浮体式洋上風力発電の一種で潮流発電と風力発電を同時に行うシステムである。潮流発電を組み合わせることで、風力発電起動時の外部電力を不要としている。
発電ユニットはドーナツ型の浮体を中心軸が貫通する構造となっており、波による動揺を吸収する軸支持システムが採用されている。中心軸は、水上の風力発電用ダリウス風車、発電機の設置されている機構部、水中の潮流発電用サボニウス水車が連結されている。ユニットは3方向の海底アンカーにそれぞれ2本の長さ500メートルのケーブルで固定される。波による動揺のある海上環境に対応した設計が行われており、低重心化による復原性確保と可動部の集約によるメンテナンス性の向上のため垂直軸型風車が採用されている。水中の水車も重りとして安定性の確保に貢献している。
低回転型の風車と水車の採用により、鳥類および魚類の生態系保護に配慮したほか、船体部を大直径とすることで風車と漁船などとの接触事故を防止している。

## 実証試験
三井海洋開発と新エネルギー・産業技術総合開発機構（NEDO）の共同による海洋エネルギー発電システム実証研究として、2012年から実証機の製作が進められた。ただし採択されたテーマは「浮体式潮流発電」であり、NEDOの共同研究の対象は風車を含まない潮流発電装置部分である。
実証試験は佐賀県の協力により、内閣官房総合海洋政策本部が海洋再生可能エネルギー実証フィールドに選定した唐津市加部島沖で実施することとなり、2013年7月から2014年3月にかけて環境影響調査が実施された。
実証機は香川県多度津で建造されたが、唐津への輸送中に門司港沖北西25kmの地点で台船の揺れにより水車部分が脱落した。
実証機を積載した台船は台風避泊のため大分へ回航され、2013年10月17日に予定されていた落成式は延期となった。その後、三井造船大分事業所に留め置かれていたものの、2014年9月に修理のために佐世保へ輸送され、2014年10月1日から実証フィールドへの仮設置工事が開始された。
その後、仮設置工事中であったが、2014年12月18日未明に水没した。今後、天候の回復をまって回収を行う予定である。

### 要目
- 全高：約60メートル[3]
- 直径：約29メートル[3]
- 重量：約1000トン（水車部：約300トン）[3]
- 発電能力：500kW級（風車）＋50kW級（水車）[4]最大1MW[3]